# Gewoon dubbelkopje
Het gewoon dubbelkopje (Diplocephalus cristatus) is een spinnensoort in de taxonomische indeling van de hangmatspinnen (Linyphiidae).
Het dier behoort tot het geslacht Diplocephalus. De wetenschappelijke naam van de soort werd voor het eerst geldig gepubliceerd in 1833 door John Blackwall.